# Au centre du nowhere
Au centre du nowhere est une série d'albums de bande dessinée publiés entre 2005 et 2008 par l'éditeur Le Lombard. Le scénario est de Jean-Luc Cornette et le dessin de Michel Constant.

## Albums
- L'oreille du saumon (2005)[1],[2]
- Double fermentation (2006)[3],[4]
- Quand la ville somnole (2007)[5]
- Mini-trip au bout de l'enfer (2008)[6]

### Documentation
- Henri Filippini, « Au centre du nowhere, t. 4 : la fin ? », dBD, no 27,‎ octobre 2008, p. 79.
- Fiche Bédéthèque : Au centre du nowhere